# Lijst van voetbalinterlands Argentinië - Dominicaanse Republiek (vrouwen)
Deze lijst van voetbalinterlands is een overzicht van alle officiële voetbalinterlands tussen de nationale vrouwenteams van Argentinië en de Dominicaanse Republiek. De landen hebben tot nu toe één keer tegen elkaar gespeeld. 

## Wedstrijden
| № | Plaats | Datum            | Competitie               | Wedstrijd                           | Uitslag |
| - | ------ | ---------------- | ------------------------ | ----------------------------------- | ------- |
| 1 | Carson | 26 februari 2024 | CONCACAF W Gold Cup 2024 | Argentinië − Dominicaanse Republiek | 3 − 0   |

## Samenvatting
| Competitie          | Totaal gespeeld | Winst Argentinië | Gelijk | Winst Dominicaanse Republiek | Doelsaldo Argentinië – Dominicaanse Republiek |
| ------------------- | --------------- | ---------------- | ------ | ---------------------------- | --------------------------------------------- |
| CONCACAF W Gold Cup | 1               | 1                | 0      | 0                            | 3 − 0                                         |
| Totaal              | 1               | 1                | 0      | 0                            | 3 − 0                                         |

AFA · A-internationals · Argentijns mannenelftal
1971 – 1999 · 2000 – 2009 · 2010 – 2019 · 2020 – 2029
Australië ·
Bolivia ·
Brazilië ·
Canada ·
Chili ·
China ·
Colombia ·
Costa Rica ·
Denemarken ·
Dominicaanse Republiek ·
Duitsland ·
Ecuador ·
El Salvador ·
Engeland ·
Guatemala ·
Italië ·
Japan ·
Mexico ·
Nicaragua ·
Nieuw-Zeeland ·
Panama ·
Paraguay ·
Peru ·
Polen ·
Schotland ·
Spanje ·
Trinidad en Tobago ·
Uruguay ·
Venezuela ·
Verenigde Staten ·
Zuid-Afrika ·
Zuid-Korea ·
Zweden